# トバルカイン

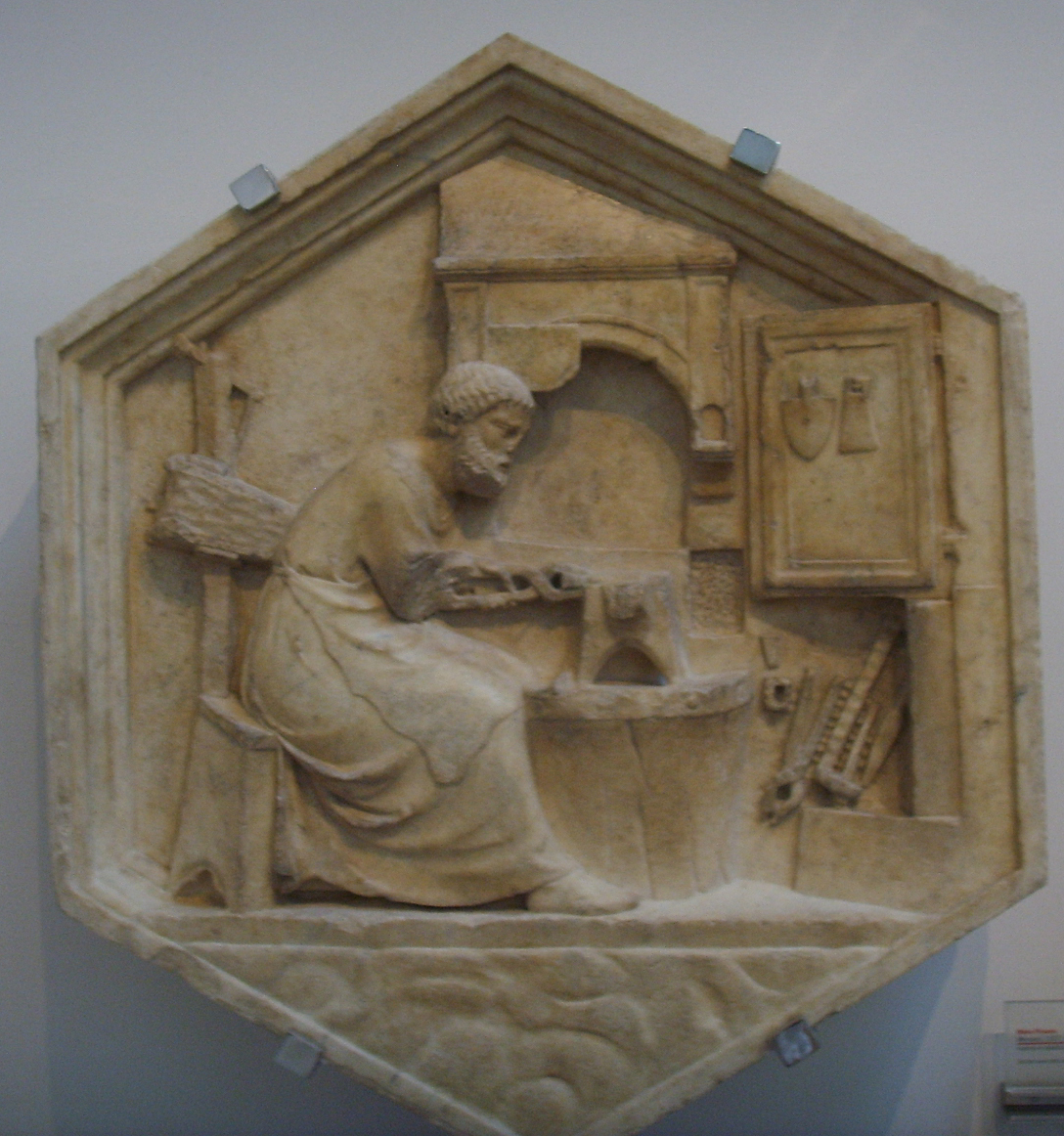
トバルカインのレリーフ

トバルカイン（Tubal-cain）は、『旧約聖書』「創世記」に登場する人物で、初めて鉄や銅の刃物を鍛えた鍛冶の始祖とされる。アダムより数えて7代目の子孫で、カインの子孫レメクとチラの子。
文中ではただ鉄や銅のすべての刃物を鍛える者とされているが、「創世記」の中で最初に鍛冶を行ったため「鍛冶の祖」とされる。

## トバルカインの家系
アダムとイヴの子カインが嫉妬から弟アベルを殺して追放された後、エデンの東方にあるノドの地に住み、妻を娶って子エノクをもうけた。カインは邑を建て、子供の名を取って「エノク」と名付けた。ここにカインの子孫が栄え、六代を経てトバルカインはレメクと彼の二人目の妻チラの間に生れた。
トバルカインの父レメクは二人の妻を娶り、一人目のアダとの間には二人の子、兄ヤバルと弟ユバルを生んでいる。そして二人目のチラとの間にも、二人の子、兄トバルカインと妹ナアマが生れ、腹違いの四人の子供がいることになる。この四人の子供のうち、三人は人間の技芸の祖となった。すなわち、ヤバルは初めて天幕に住み家畜を飼う者（牧畜）の祖先となり、ユバルは琴と笛をとる音楽家、芸人の祖先となった。そしてトバルカインは刃物を鍛える鍛冶の祖先となったのである。

## 伝承
『術士アブラメリンの聖なる魔術の書』によると、トバルカインとナアマの近親相姦によってアスモデウスが生まれた。